# Ozelot
Der Ozelot (Leopardus pardalis) ist eine in Mittel- und Südamerika lebende Raubtierart aus der Familie der Katzen (Felidae). Er ist der größte und wohl bekannteste Vertreter der Pardelkatzen (Leopardus), einer auf Amerika beschränkten Gattung kleinerer, gefleckter Katzen.

## Merkmale
Der Ozelot ist eine mittelgroße Art der Katzen mit einer Kopf-Rumpf-Länge von etwa 72 bis 100 Zentimetern, der Schwanz ist mit 25 bis 41 Zentimeter vergleichsweise kurz. Das Gewicht erwachsener Tiere variiert zwischen etwa 7 bis 15,5 Kilogramm, wobei die Männchen etwas größer und schwerer werden als die Weibchen. Die Grundfärbung des weichen und kurzen Fells variiert stark an der Oberseite von gräulich über gelblich-braun bis orange und ist je nach Lebensraum unterschiedlich: Bewohner von Regenwäldern sind eher orange- oder ockerfarben, während die Tiere der trockenen Regionen meist grau gefärbt sind. Die Unterseite ist stets heller, meist weißlich. Das Fell der Ozelots ist mit schwarzen, ring- bis rosettenartigen Flecken bedeckt, die streifenförmig angeordnet sind. Das Innere der Flecken ist etwas dunkler als die Grundfarbe des Fells. An Hals und Schultern gehen die Flecken in Streifen, an den Beinen und am Bauch in Tupfen über. Der Schwanz ist ebenfalls mit Flecken, manchmal auch mit ringförmigen und an der Unterseite unterbrochenen Streifen bedeckt. Entlang des Gesichts erstrecken sich zwei schwarze Längsstreifen, um die Augen und die Schnauze ist das Fell sehr hell. An der Rückseite der Ohren befindet sich, wie bei anderen Katzen auch, jeweils ein einzelner, weißer Fleck. Die Ausprägung der Flecken am Körper ist bei jedem Tier unterschiedlich, und oft unterscheidet sich auch die Anordnung der Flecken der linken und rechten Körperhälfte.
Eine kräftige Gliedmaßenmuskulatur ermöglicht ein gutes Klettern. Die Vorderpfoten sind deutlich größer als die Hinterpfoten. Wie bei allen Katzen besitzen die Vorderfüße fünf Zehen (von denen eine keinen Bodenkontakt hat) und die Hinterfüße vier. Alle Zehen sind mit einziehbaren Krallen versehen. Der Verdauungstrakt ist wie bei allen Katzen durch den einfachen Magen und den kurzen Darm charakterisiert. Die Ozelots haben den am stärksten ausgeprägten Penisknochen (Baculum) ihrer Familie, dieser ist bei den Katzen sonst generell rückgebildet oder fehlt.
| 3 | · | 1 | · | 2-3 | · | 1 | = 16 |
| 3 | · | 1 | · | 2   | · | 1 | = 16 |

Die Zahnformel der Ozelots lautet 3/3 – 1/1 – 2–3/2 – 1/1, das heißt, sie haben pro Kieferhälfte drei Schneidezähne, einen Eckzahn, zwei oder drei (Oberkiefer) beziehungsweise zwei (Unterkiefer) vordere Backenzähne und einen hinteren Backenzahn, insgesamt also 28 oder 30 Zähne. Wie bei allen Katzen sind die Reißzähne (der letzte obere Prämolar und der untere Molar) sowie die zu Fangzähnen vergrößerten Eckzähne gut entwickelt.

## Verbreitungsgebiet und Lebensraum

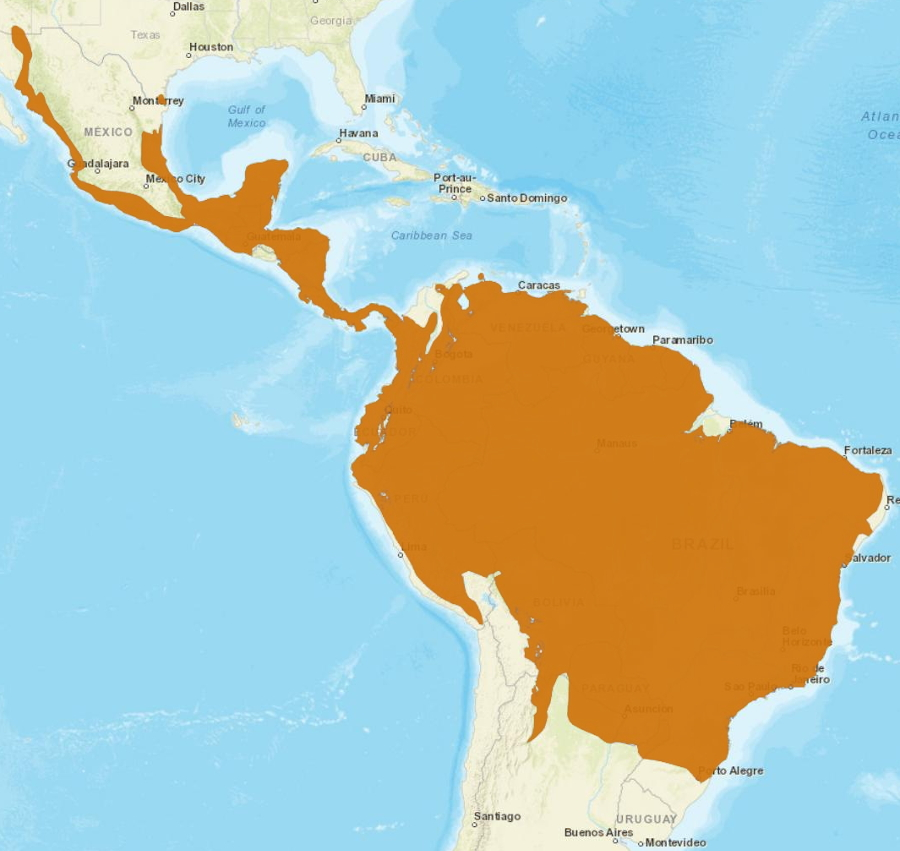
Verbreitungsgebiet des Ozelots

Ozelots leben auf dem amerikanischen Kontinent, ihr Verbreitungsgebiet erstreckt sich von den südlichen Vereinigten Staaten bis ins nördliche Argentinien und Uruguay. Sie leben auch auf der Insel Trinidad, fehlen aber auf den übrigen Westindischen Inseln. In den Vereinigten Staaten waren sie einst von Arizona bis Louisiana verbreitet, Fossilfunde aus Florida deuten an, dass sie in prähistorischer Zeit sogar im ganzen Südosten des Landes beheimatet waren. Heute sind sie in den Vereinigten Staaten auf den äußersten Süden von Texas beschränkt, die dortige Population ist aber mit rund 100 Tieren sehr klein. In Mittel- und Südamerika sind sie noch häufiger, wenngleich ihr Siedlungsgebiet durch Waldrodung und Zersiedlung immer weiter eingeschränkt und zerstückelt wird. Die zahlenmäßig größten Populationen finden sich heute im Amazonasbecken.
Ozelots finden sich in verschiedenen Lebensräumen, darunter tropische Regen-, Mangroven- und trockene Gebirgswälder bis in 3000 Meter Höhe. Seltener finden sie sich auch in buschbestandenen Savannen. Allzu offene Gebiete meiden sie jedoch, da sie für ihren Jagderfolg und als Rückzugsplätze auf dichtere Vegetation angewiesen sind.

## Lebensweise

### Aktivitätszeit und Sozialverhalten
Ozelots sind generell nachtaktive Einzelgänger. Bei bedecktem Himmel oder niedrigeren Temperaturen können sie sich auch manchmal tagsüber auf Nahrungssuche begeben, meist verbringen sie den Tag jedoch schlafend an geschützten Orten. Das können Baumhöhlen, dichtes Gebüsch oder auch einzelne Äste sein. Die Tiere haben in ihrem Revier meist mehrere Ruheplätze und benutzen denselben Ort selten an zwei aufeinanderfolgenden Tagen. Obwohl Ozelots wie die meisten Katzen gute Kletterer sind, jagen sie vorwiegend am Boden. Im Bedarfsfall können sie auch gut schwimmen.

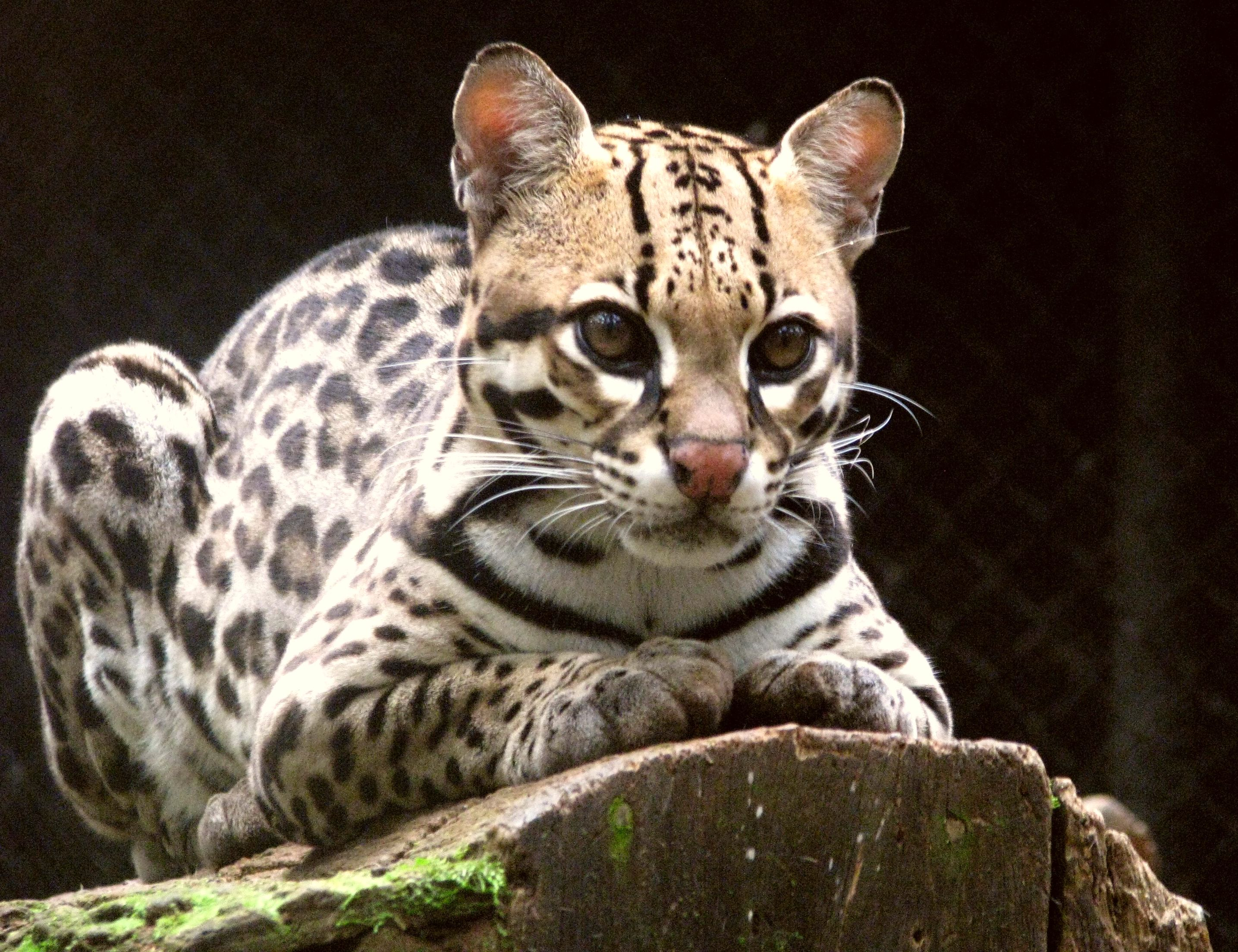
Ein Ozelot von vorne

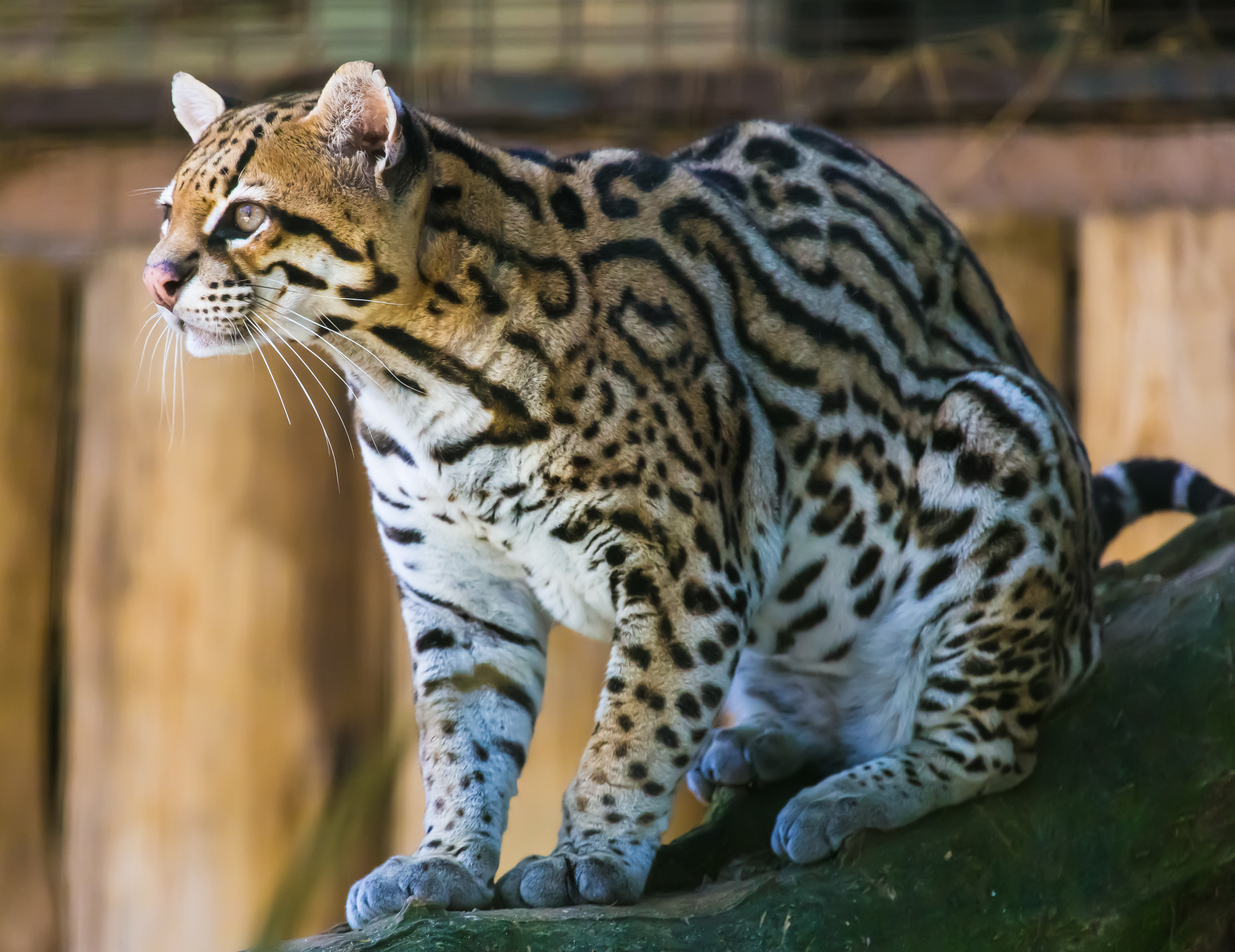
Ozelot

Die Reviergröße ist variabel und hängt unter anderem vom Geschlecht und vom Lebensraum ab: die Territorien der Männchen sind in der Regel deutlich größer als die der Weibchen, darüber hinaus ist in nahrungsreichen Regionen die Reviergröße kleiner. Die Werte für die Reviergröße variieren zwischen 2 und 31 Quadratkilometern, meist halten sich die Tiere aber im Kerngebiet ihres Reviers auf, das mit 2 bis 10 Quadratkilometern deutlich kleiner ist. Das Territorium eines Männchens überlappt sich mit dem mehrerer Weibchen, hingegen überschneiden sich die Reviere mit denen gleichgeschlechtlicher Artgenossen weder bei Männchen noch bei Weibchen. Die einzige Ausnahme von dieser Regel sind heranwachsende Tiere, die noch eine Weile im Territorium der Mutter geduldet werden.
Die Markierung von Wanderrouten und Reviergrenzen und auch der Kontakt zu Artgenossen geschieht über optische und geruchliche Marken. Ozelots bringen Kratzspuren an Baumstämmen an, markieren Objekte mit ihrem Urin und setzen an auffälligen Orten ihren Kot ab. Gegenüber gleichgeschlechtlichen Artgenossen werden die Reviergrenzen vehement verteidigt, dabei kann es auch zu Kämpfen kommen.

### Nahrung
Ozelots unternehmen vorwiegend nächtliche Streifzüge durch das Unterholz ihrer Reviere, in deren Verlauf sie pro Nacht mehrere Kilometer zurücklegen. Sie jagen teilweise aktiv im Laufen die Umgebung absuchend, gelegentlich lauern sie allerdings auch Beutetieren auf und können 30 bis 60 Minuten bewegungslos verharren und auf Beute warten. Die Nahrung der Ozelots besteht in erster Linie aus Wirbeltieren, dabei bevorzugen sie vor allem bodenlebende Beutetiere mit weniger als einem Kilogramm Körpergewicht. An Säugetieren jagen sie unter anderem Nagetiere wie Stachelratten, Neuweltmäuse, Agutis, Acouchis und Baumstachler sowie Beutelratten und Baumwollschwanzkaninchen. Zu den größeren Tieren, die sie manchmal erlegen, zählen beispielsweise Nasenbären, Brüllaffen, Faultiere, Tamanduas, Halsbandpekaris und Spießhirsche. Aber auch Vögel (zum Beispiel Hokko- und Steißhühner), Reptilien wie Leguane, Schildkröten und Schlangen, Amphibien und Fische werden erbeutet und können regional oder saisonal bedeutend sein. In geringem Ausmaß verzehren sie auch wirbellose Tiere wie Krabben und Insekten.

### Fortpflanzung
In den nördlichsten und südlichsten Bereichen des Verbreitungsgebietes erfolgt die Paarung jeweils im Herbst, in den Tropen gibt es wahrscheinlich keine feste Zeit für die Paarung. Die einzelgängerischen Tiere kommen nur zu diesem Zweck zusammen und gehen nach erfolgreicher Befruchtung wieder getrennte Wege. Der Östrus dauert rund sieben bis zehn Tage, zumindest in den wärmeren Regionen ihres Verbreitungsgebietes sind Ozelots polyöstrisch, es kann also mehrere Sexualzyklen pro Jahr geben. Nach einer Tragzeit von etwa 79 bis 82 Tagen bringt das Weibchen ein oder zwei (selten auch drei) Junge zur Welt. Verglichen mit anderen Arten vergleichbarer Größe, etwa dem nordamerikanischen Rotluchs (Lynx rufus), handelt es sich dabei um eine relativ lange Tragzeit bei gleichzeitig niedriger Geburtenrate. Zudem gebären Ozelotweibchen wahrscheinlich nur alle zwei Jahre im Vergleich zu den jährlichen Geburten der Rotluchse.
Zur Geburt und für die ersten Wochen der Jungenaufzucht errichtet das Weibchen ein Nest, das in einem hohlen Baumstamm, in einer Felsspalte oder kleinen Höhle oder in dichter Vegetation gelegen sein kann. Die Jungenaufzucht ist alleinige Aufgabe des Weibchens. Jungtiere wiegen bei der Geburt rund 200 bis 280 Gramm und sind rund 23 bis 25 Zentimeter lang. Mit rund 14 Tagen öffnen sich ihre Augen, mit drei Wochen beginnen sie zu gehen. Mit rund vier bis sechs Wochen verlassen sie erstmals ihr Nest und begleiten die Mutter bei ihren Jagden, mit acht Wochen nehmen sie erstmals feste Nahrung zu sich. Endgültig abgesetzt werden sie nach dem dritten Lebensmonat.
Die Geschlechtsreife tritt bei Weibchen mit rund 18 bis 22 Monaten, bei Männchen mit rund 30 Monaten ein; sie erreichen das Gewicht eines ausgewachsenen Tieres entsprechend nach etwa 24 bis 30 Monaten. Die Mutter duldet die heranwachsenden Tiere bis zum Alter von rund zwei bis drei Jahren in ihrem Revier, danach müssen sie sich ein eigenes Revier etablieren.

### Lebenserwartung und Bedrohungen
Die Lebenserwartung in freier Wildbahn wird auf rund zehn Jahre geschätzt, in menschlicher Obhut können sie ein Alter von über zwanzig Jahren erreichen. Zu den natürlichen Feinden zählen unter anderem Riesenschlangen, Pumas, Jaguare und Harpyien.
Die größte Bedrohung stellt derzeit die Zerstörung des Lebensraums der Ozelots dar. Aufgrund ihres Bedarfs an schützender Vegetation und ihrer eher niedrigen Fortpflanzungsrate reagieren die Tiere sehr empfindlich auf Veränderungen der Umwelt. Aufgrund ihres großen Verbreitungsgebietes zählt die IUCN sie noch nicht zu den bedrohten Arten. Schätzungen der Gesamtpopulation belaufen sich auf mehr als 50.000 Tiere, die Zahl ist allerdings im Rückgang begriffen. Besonderes Augenmerk verdient die Unterart L. p. albescens, die nur im südlichen Texas und im nordöstlichen Mexiko vorkommt und deren Gesamtpopulation auf weniger als 250 Tiere geschätzt wird. Verkehrsunfälle stellen heute die Hauptbedrohung dieser Unterart dar. Als eine Schutzmaßnahme werden beispielsweise im texanischen Cameron County, dem Landkreis mit der höchsten Ozelot-Population, die Uferböschungen entlang von Bewässerungsgräben nicht mehr gemäht. Für die Ozelote sollen hierdurch wesentliche Wildwechsel geschaffen werden.

## Systematik

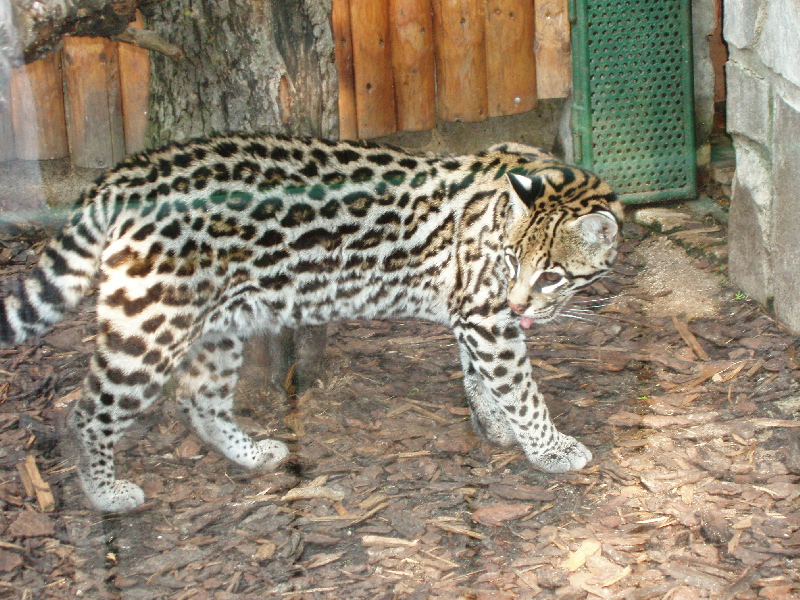
Ozelot

Der Ozelot ist eine der, je nach systematischer Auffassung, sieben bis dreizehn Arten der Gattung der Pardelkatzen (Leopardus). Die wissenschaftliche Erstbeschreibung der Art erfolgte durch Carl von Linné in seiner 10. Auflage der Systema Naturae im Jahr 1758 als Felis pardalis, wobei er „America“ als Herkunftsbezeichnung angab. Joel Asaph Allen begrenzte die Terra typica 1919 auf den mexikanischen Bundesstaat Veracruz. John Edward Gray beschrieb 1842 die Gattung Leopardus und ordnete in diese Leopardus griseus und Leopardus pictus ein, die später als Synonyme eingeordnet wurden. In der Folge wurde auch der Ozelot selber in die Gattung gestellt, allerdings gelegentlich immer wieder in die Gattung Felis überstellt; heute gilt er als eine Art der Gattung Leopardus.
Die engsten Verwandten des Ozelot sind die Tiger- oder Ozelotkatze (L. tigrinus) und die Langschwanzkatze oder Margay (L. wiedii). Die Beziehung der Pardelkatzen zu den übrigen Katzen ist, wie so vieles in der Systematik der Katzen, noch nicht zweifelsfrei geklärt.
In der Regel werden zehn Unterarten des Ozelots unterschieden, die sich vorwiegend im Bereich der Fellfärbung voneinander abheben:
- Leopardus pardalis pardalis (Linnaeus, 1758) ist von Mexiko bis Honduras verbreitet.
- Leopardus pardalis aequatorialis (Mearns, 1902) lebt im südlichen Mittelamerika und dem nordwestlichen Südamerika.
- Leopardus pardalis albescens (Pucheran, 1855) ist in Texas und dem nordöstlichen Mexiko beheimatet.
- Leopardus pardalis melanurus (Ball, 1844) bewohnt das Amazonasbecken.
- Leopardus pardalis mitis (Cuviers, 1820)  ist vom mittleren Brasilien bis in das nördliche Argentinien verbreitet.
- Leopardus pardalis nelsoni (Goldman, 1925) lebt im südlichen Mexiko.
- Leopardus pardalis pseudopardalis (Boitard, 1842) bewohnt das nördliche Südamerika (Kolumbien, Venezuela).
- Leopardus pardalis puseaus Thomas, 1914 ist in Ecuador beheimatet.
- Leopardus pardalis sonoriensis (Goldman, 1925) lebt im nordwestlichen Mexiko.
- Leopardus pardalis steinbachi Pocock, 1941 bewohnt ein kleines Gebiet in Bolivien.

Nach dem Handbook of the Mammals of the World von 2009 werden zwar 10 Unterarten genannt, es wird jedoch auf molekularbiologische Untersuchungen verwiesen, nach denen sich der Gesamtbestand des Ozelots auf vier größere geographisch lokalisierte Gruppen reduzieren lässt. Diese befinden sich mit je einer Gruppe im Süden und Norden des Verbreitungsgebietes und mit je einer Gruppe im westlichen und östlichen nördlichen Südamerika. Die Cat Specialist Group der IUCN erkennt in ihrer im Jahr 2017 veröffentlichten Revision der Katzensystematik dagegen nur noch zwei Unterarten an.
- Leopardus pardalis pardalis – Texas und Arizona bis Costa Rica; ist kleiner als L. p. mitis, das Fell ist leicht gräulich.
- Leopardus pardalis mitis – Südamerika; ist größer als L. p. pardalis mit einem gelben Fell.

In menschlicher Gefangenschaft sind Hybriden zwischen dem Ozelot und der Langschwanzkatze, der Tigerkatze, der Kleinfleckkatze, der Chilenischen Waldkatze und sogar dem Puma bekannt, in freier Natur dürfte es hingegen zu keinen Kreuzungen kommen.

## Ozelot und Mensch

### Kulturelle Bedeutung

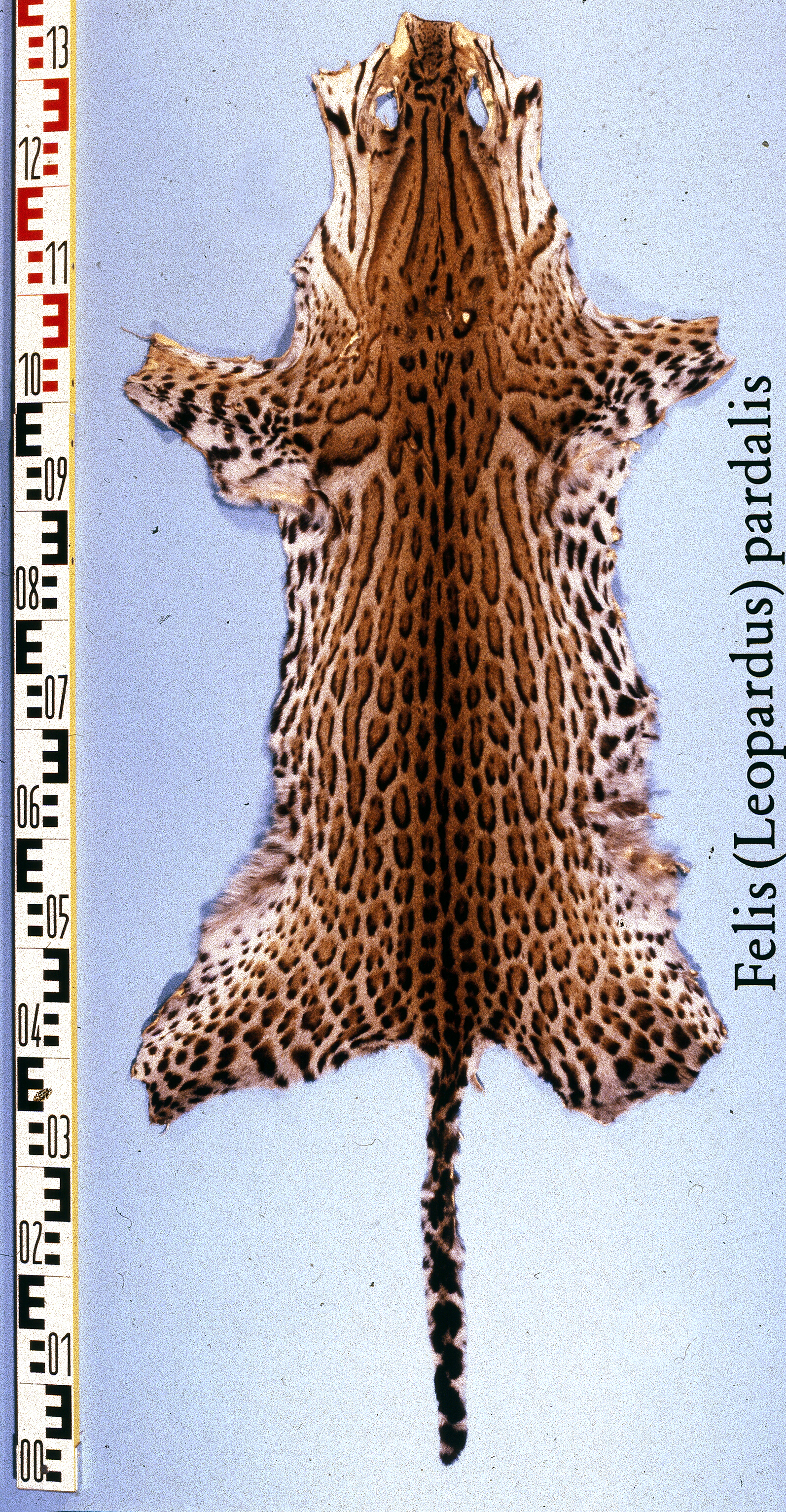
Brasilianisches Ozelotfell, ca. 1978

Der Name Ozelot leitet sich vom Nahuatl-Wort ocelotl ab, wobei diese Bezeichnung allerdings vermutlich ursprünglich den Jaguar meinte. Das Tier taucht in der Mythologie der Azteken auf, so wird das erste mythische Zeitalter der aztekischen Eschatologie als nahui-ocelotl (Vier-Jaguare) bezeichnet, auch im Azteken-Kalender existiert ein Tageszeichen namens ocelotl. Die Krallen und das Ozelotfell wurden für zeremonielle Tracht verwendet, Darstellungen des Gottes Quetzalcoatl zeigen ihn mit Ohrringen aus Ozelot-Krallen.

### Bedrohung und Schutz
Die IUCN stuft den Ozelot als nicht gefährdete Art ein („least concern“) und begründet dies mit dem sehr großen Verbreitungsgebiet der Art vom Norden Argentiniens bis in den Süden der Vereinigten Staaten. Er ist die häufigste Raubkatzenart in den meisten tropischen und subtropischen Lebensräumen der Neotropis und steht entsprechend auf der Liste der am wenigsten gefährdeten Tiere. Die Bestandsdichte scheint mit den Niederschlägen zuzunehmen und mit dem Breitengrad abzunehmen, wobei die höchsten Dichten in tropischen Gebieten zu verzeichnen sind. Auch wenn es Anzeichen für einen regionalen Rückgang der Populationen gibt, scheinen diese die Art nicht so stark zu beeinträchtigen, dass sie in eine weltweite Bedrohungskategorie eingestuft werden müsste. Ihr ausgedehntes Vorkommen in Brasilien ermöglicht zusammen mit dem verbleibenden Gebiet ihrer derzeitigen Verbreitung nach Einschätzung der IUCN eine Population von mehr als 40.000 geschlechtsreifen Individuen und zumindest in einigen Regionen werden die Bestände als stabil betrachtet.
Unabhängig davon wird die Art durch den Verlust und die Fragmentierung von Lebensräumen, intensive Abholzungsaktivitäten, Straßenverkehr und Wilderei teilweise stark beeinträchtigt. In Kolumbien leben Ozelots in Palmölplantagen und auf ausgedehnten Rinderfarmen in den Llanos und den Andentälern. In Argentinien ist die Art noch in allen subtropischen Gebieten anzutreffen, und obwohl sie von Wilderei und Abholzung betroffen ist, wird der Gesamtbestand im südlichen Verbreitungsgebiet der Art auf 1500 bis 8000 Individuen geschätzt. Die Populationen im Nordosten Mexikos und in Texas sind dramatisch zurückgegangen, und die genetischen Auswirkungen der Isolation sind offensichtlich. Die Zahl der Ozelots in Texas wird auf 50 bis 80 Individuen geschätzt. In diesen Gebieten ist ein intensiver Schutz notwendig, sonst werden die Ozelots dort wahrscheinlich aussterben.
In Europa kannte man die Katzenart vor allem wegen des Ozelotfells, das in großem Ausmaß in der Kürschnerei verarbeitet wurde. Ozelots zählten zu den am stärksten von der Pelzjagd betroffenen Katzenarten, zwischen den 1960er- und der Mitte der 1970er-Jahre kamen jährlich bis zu 200.000 Felle in den Handel. Ozelotmäntel wurden in den USA mit Preisen von bis zu 40.000 US-Dollar gehandelt. Bis in die 1980er-Jahre war auch die Bundesrepublik ein bedeutender Abnehmer. 1986 setzte die Europäische Gemeinschaft ein Verbot des Imports der Ozelotfelle um. Seit Januar 1990 besteht ein absolutes Handelsverbot.
Eine weitere Bedrohung stellte die Jagd zur Nutzung als Heimtier dar, bei der das Muttertier getötet und das Junge als Heimtier gehandelt wurde. Der Handel ist auf ein unbedeutendes Maß zurückgegangen, nachdem die Art in den meisten Ländern ihres Verbreitungsgebietes geschützt und der Ozelot 1989 in den Anhang I des internationalen Washingtoner Artenschutzübereinkommen (CITES) aufgenommen wurde. Jedoch gibt es laut IUCN immer noch einen illegalen Handel mit Fellen und Heimtieren. Das Abkommen verbietet jeglichen Handel mit Produkten, die aus Ozelot hergestellt wurden, was auch private Käufe und Verkäufe gebrauchter Gegenstände einschließt.

## Belege
1. 1 2 3 4 5 6 7 8 9 10  Ocelot – Leopardus pardalis In: Don E. Wilson, Russell A. Mittermeier (Hrsg.): Handbook of the Mammals of the World. Volume 1: Carnivores. Lynx Edicions, Barcelona 2009, ISBN 978-84-96553-49-1, S. 141–142.
2. 1 2 3  „Breeding“. In: M.E. Sunquist, F.C. Sunquist: Family Felidae (Cats) In: Don E. Wilson, Russell A. Mittermeier (Hrsg.): Handbook of the Mammals of the World. Volume 1: Carnivores. Lynx Edicions, Barcelona 2009, ISBN 978-84-96553-49-1,  S. 91–98.
3. 1 2  Sunquist, S. 125
4. ↑  Joel Asaph Allen: Notes on the synonymy and nomenclature of the smaller spotted cats of tropical America. Bulletin of the American Museum of Natural History 41, article 7, 1919. (Digitalisat).
5. 1 2 3 4  Julie L. Murray, Gregory L. Gardner: Leopardus pardalis. In: Mammalian Species. Nr. 548, 1997; S. 1–10, Ronald M. Nowak: Walker’s mammals of the world. 6. Auflage. Johns Hopkins University Press, Baltimore 1999, ISBN 0-8018-5789-9 (englisch)., doi:10.2307/3504082
6. ↑  John Edward Gray: Descriptions of some new genera and fifty unrecorded species of Mammalia. The Annals and magazine of natural history; zoology, botany, and geology 10, 1842, S. 255–267. (Digitalisat).
7. ↑  Leopardus pardalis in Mammal Species of the World; abgerufen am 25. Februar 2022.
8. ↑  
A. C. Kitchener, C. Breitenmoser-Würsten, E. Eizirik, A. Gentry, L. Werdelin, A. Wilting, N. Yamaguchi, A. V. Abramov, P. Christiansen, C. Driscoll, J. W. Duckworth, W. Johnson, S.-J. Luo, E. Meijaard, P. O’Donoghue, J. Sanderson, K. Seymour, M. Bruford, C. Groves, M. Hoffmann, K. Nowell, Z. Timmons, S. Tobe: A revised taxonomy of the Felidae. The final report of the Cat Classification Task Force of the IUCN/SSC Cat Specialist Group. In: Cat News. Special Issue 11, 2017, S. 47–48.
9. 1 2 3  Leopardus pardalis in der Roten Liste gefährdeter Arten der IUCN 2022. Eingestellt von: A. Paviolo, P. Crawshaw, A. Caso, T. de Oliveira, C.A. Lopez-Gonzalez, M. Kelly, C. De Angelo, E. Payan, 2016. Abgerufen am 21. Februar 2022.